# CVM Remat Zalău
Maillots
Le CVM Remat Zalău est un club de volley-ball roumain fondé en 1948, basé à Zalău et évoluant au plus haut niveau national (Divizia A1).

## Palmarès
- Championnat de Roumanie (6)
  - Vainqueur : 1997, 1998, 1999, 2010, 2011, 2012

## Entraîneurs
- 1984-1985 :  Nicolae Sotir
- 1998-1999 ou 2000 :  Sergiu-Alin Ilies
- 2009-2010 :  Michael Warm
- 2011-2013 :  Mariusz Sordyl

 Nikolay Jeliazkov
- 2019 :  Andrzej Kowal

## Effectif 2011/2012
- 3 Mihai Ciupe  Roumanie
- 5 Razvan Florentin Mihalcea  Roumanie
- 6 Mihai Maries  Roumanie
- 7 Zoltan Mozer  Hongrie
- 8 Peter Nagy  Hongrie
- 10 Serban Onisor Pascan  Roumanie
- 11 Joao Carlos Massinatori Dias  Brésil
- 13 Andrei-Alexandru Stoian  Roumanie
- 17 Adrian Nicolae Feher (Libéro)  Roumanie
- 18 Andrei Laza  Roumanie